# Megapenthes melanotoides
Megapenthes melanotoides is een keversoort uit de familie kniptorren (Elateridae). De wetenschappelijke naam van de soort is voor het eerst geldig gepubliceerd in 1895 door Champion.